# Rouilly-Saint-Loup
 Rouilly-Saint-Loup  es una población y comuna francesa, en la región de Champaña-Ardenas, departamento de Aube, en el distrito de Troyes y cantón de Lusigny-sur-Barse.

## Demografía
| 346 | 361 | 379 | 480 | 507 | 505 |
| Para los censos de 1962 a 1999 la población legal corresponde a la población sin duplicidades (Fuente: INSEE [Consultar]) |     |     |     |     |     |